# Johan Floderus (tjänsteman)
Johan Floderus, född 10 september 1990, är en svensk EU-tjänsteman. 
Han är sonsons sonson till Manfred Floderus.
I april 2022 fängslades han i Iran, i december 2023 inleddes en rättegång där han stod åtalad för att sprida korruption på jorden med hänvisning till spionage i samröre med Israel. Den 15 juni 2024 meddelade den svenska regeringen att Floderus och svenskiraniern Saeed Azizi utväxlats i Oman mot den livstidsdömde iranske folkrättsförbrytaren Hamid Noury. På kvällen samma dag var Floderus åter på svensk mark.

## Arbetsliv
Floderus arbetar med bistånd på EU:s utrikestjänst. Han har tidigare arbetat tillsammans med den svenska EU-kommissionären Ylva Johansson.

## Gripande

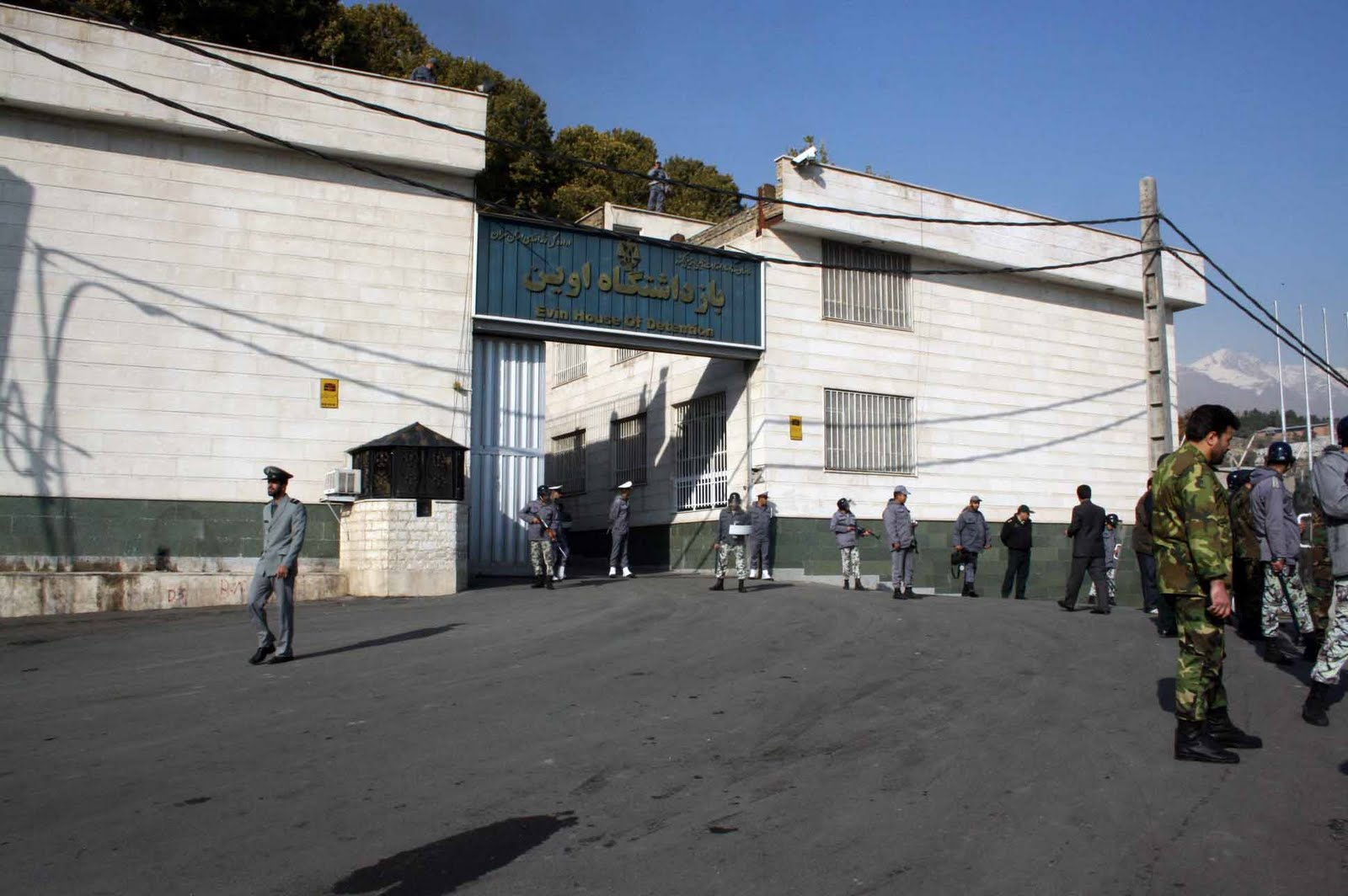
Floderus var fängslad i Evinfängelset.

Floderus greps under en turistresa i Iran den 17 april 2022 och var fängslad i Evinfängelset i Teheran anklagad för spioneri. Han hade suttit fängslad i över 500 dagar innan fallet i september 2023 blev allmänt känt.
Enligt SVT anser experter att gripandet sannolikt är en del i ett politiskt spel där Iran har begärt en fångutväxling mot den i Sverige livstidsdömda Hamid Noury, dömd till livstids fängelse för folkrättsbrott begångna i Iran på 1980-talet.

## Rättegång
Rättegången inleddes i december 2023 i en islamisk revolutionsdomstol i Teheran, ledd av domare Iman Afshari. Floderus stod åtalad för brottet att sprida korruption på jorden (persiska:  مفسد فی الارض). Åklagaren hänvisade bland annat till Floderus meddelanden och e-post, övervakning av hans telefon, hans resor till iranska grannstäder och till Israels ockuperade områden. Vidare menade åklagaren att Floderus framstod som ett påtagligt hot mot landets säkerhet och att han var involverad i ett omfattande underrättelsesamarbete med "den sionistiska regimen". I slutet av januari 2024 yrkade åklagaren för dödsstraff.
Svenska Utrikesdepartementet (UD) beskriver i en rapport från 2017 Irans revolutionsdomstolar som stående under starkt inflytande av den militära säkerhetsapparaten Islamiska revolutionsgardet. Enligt UD:s rapport utdömer revolutionsdomarna ofta stränga straff efter summariska rättegångar utan att den åtalade tillåts försvara sig. Rapporten nämner sprida korruption på jorden som ett exempel på problematiska svepande brottsrubriceringar där domare ges alltför stort tolkningsutrymme och bidrar till rättsosäkerhet.
Statsminister Ulf Kristersson meddelade den 15 juni 2024 att den livstidsdömde Hamid Noury skulle komma att utväxlas mot Johan Floderus och svenskiraniern Saeed Azizi. På kvällen samma dag var Floderus åter på svensk mark.